# Кувейт на літніх Олімпійських іграх 2008
Кувейт на літні Олімпійські ігри 2008 був направлений олімпійським комітетом Кувейту. Країну представляло 5 спортсменів у трьох видах спорту, які не завоювали жодної медалі.

## Склад олімпійської команди

### Дзюдо
Чоловіки
| Спортсмен       | В/К                | Попередні          | 1/32                            | 1/16               | Чвертьфінал        | Півфінал           | Перший втішний етап           | Втішний четверьфінал | Втішний півфінал   | Фінал      |
| Спортсмен       | Суперник Результат | Суперник Результат | Суперник Результат              | Суперник Результат | Суперник Результат | Суперник Результат | Суперник Результат            | Суперник Результат   | Суперник Результат |            |
| --------------- | ------------------ | ------------------ | ------------------------------- | ------------------ | ------------------ | ------------------ | ----------------------------- | -------------------- | ------------------ | ---------- |
| Талал Аль-Енезі | До 100 кг          |                    | Асхат Жіткеев 0000/1110 Поразка |                    |                    |                    | Амель Мекіч 0001/1100 Поразка | Не пройшов           | Не пройшов         | Не пройшов |

### Настільний теніс
Чоловіки
| Спортсмен         | Дисципліна         | Відбірковий етап            | Етап 1                      | Етап 2             | Етап 3             | Етап 4             | Чвертьфінал        | Півфінал           | Фінал           |
| Спортсмен         | Суперник Результат | Суперник Результат          | Суперник Результат          | Суперник Результат | Суперник Результат | Суперник Результат | Суперник Результат | Суперник Результат |                 |
| ----------------- | ------------------ | --------------------------- | --------------------------- | ------------------ | ------------------ | ------------------ | ------------------ | ------------------ | --------------- |
| Ібрагім Аль-Хасан | Одиночні           | Пабло Табачник Перемога 4:2 | Маркуш Фрейташа Поразка 1:4 | Закінчив виступ    | Закінчив виступ    | Закінчив виступ    | Закінчив виступ    | Закінчив виступ    | Закінчив виступ |

### Стрілянина
Чоловіки
| Спортсмени         | Дисципліна | Кваліфікація | Кваліфікація | Фінал           | Фінал           | Місце |
| Спортсмени         | Дисципліна | Очок         | Місце        | Очок            | Місце           | Місце |
| ------------------ | ---------- | ------------ | ------------ | --------------- | --------------- | ----- |
| Заїд Аль-Мутайрі   | Скит       | 118          | 10           | Закінчив виступ | Закінчив виступ | 10    |
| Абдулла Аль-Рашиді | Скит       | 118          | 9            | Закінчив виступ | Закінчив виступ | 9     |
| Насер Меклад       | треп       | 115          | 18           | Закінчив виступ | Закінчив виступ | 18    |